# 마야쥐
마야쥐 또는 마야사슴쥐(Peromyscus mayensis)는 비단털쥐과에 속하는 설치류의 일종이다. 과테말라에서만 발견된다.

## 분포 및 서식지
과테말라 우에우에테낭고주 산타에율랄리아 북서부 약 7km의 모식산지 지역에서만 알려져 있다. 해발 2,900m와 3,000m 사이의 성숙림과 고지대 숲에서 서식한다.